# Conus polongimarumai
Conus polongimarumai é uma espécie de gastrópode do gênero Conus, pertencente à família Conidae.